# Championnat du monde de roller in line hockey FIRS 1997
L'édition 1997 du championnat du monde de roller in line hockey fut la 3e édition organisée par la Fédération internationale de roller-skating, et s'est déroulé à Zell am See (Autriche) au Halle Zell am See.

## Équipes engagées
| - Autriche - Canada - Australie | - Argentine - Belgique - Brésil | - Équateur - Espagne - États-Unis | - Royaume-Uni - France - Mexique | - République tchèque - Suisse |

## Bilan
| 1 | États-Unis | Médaille d'or Championnat du monde      |
| 2 | Canada     | Médaille d'argent Championnat du monde  |
| 3 | Autriche   | Médaille de bronze Championnat du monde |